# St. Marien (Stöckey)

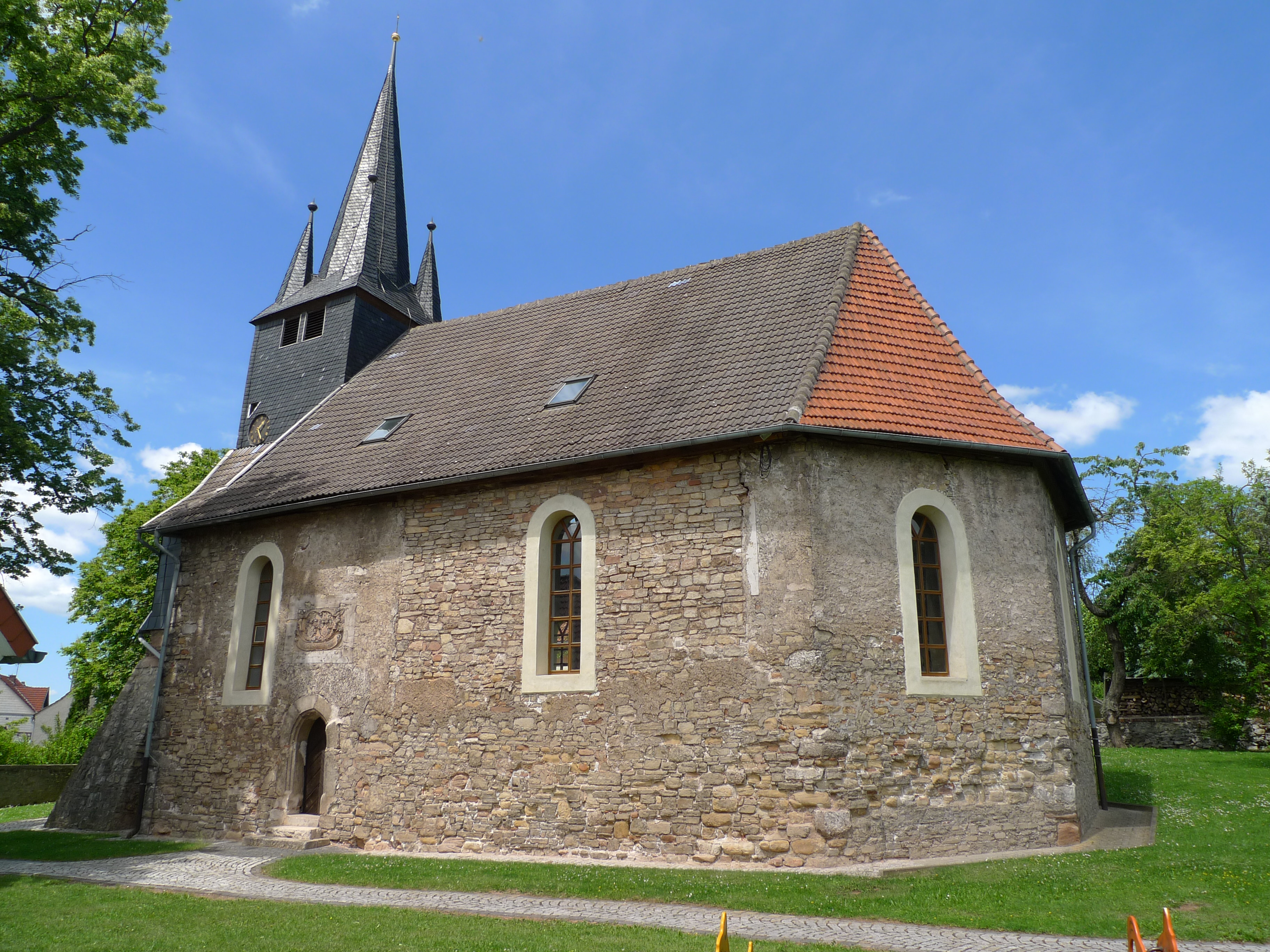
Kirche Stöckey (2010)

Die evangelische Dorfkirche St. Marien steht im Ortsteil Stöckey der Landgemeinde Sonnenstein im Landkreis Eichsfeld in Thüringen. Sie gehört zum Kirchenkreis Südharz der Evangelischen Kirche in Mitteldeutschland.

## Das Baugeschehen

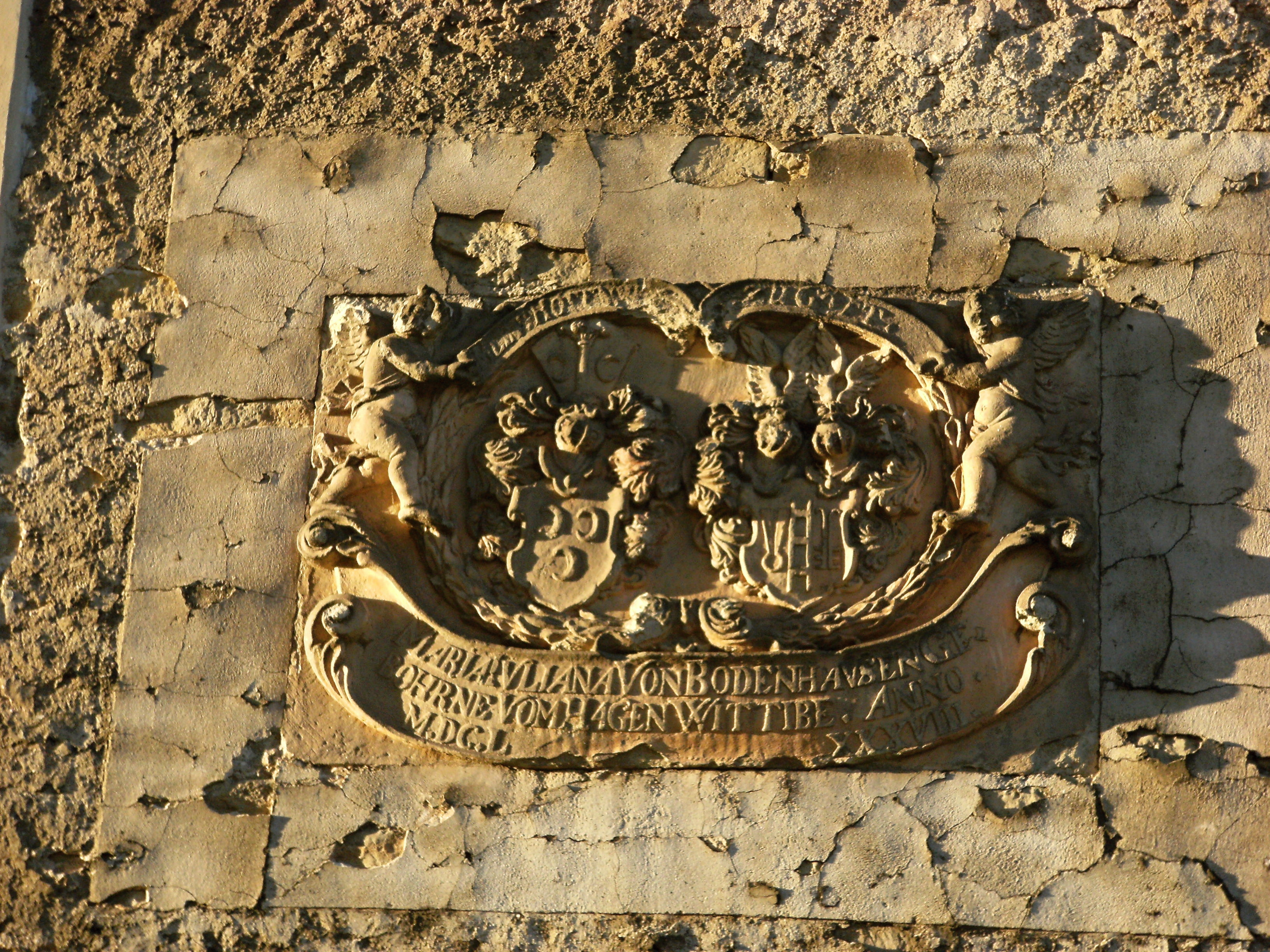
Hochzeitsplatte über dem Nebeneingang St. Mariens

Die Kirche St. Marien zu Stöckey wurde in der Hagen'schen Ära erbaut. Sie ist das letztliche Resultat des dürftigen Ausbaus einer Kapelle zur Kirche. Jene Kirche befand sich in einem schlechten Zustand. Aufgrund dessen nahm sich Friedrich Philipp Freiherr vom Hagen ihrer an.
Der Bauplan sah vor, dass das Gotteshaus auf seine Grundmauer zurückzubauen und erneut zur besseren Form zu rekonstruieren sei. So entstand ein massives Kirchenschiff mit fachwerkbewehrtem Glockenturm und einem Seitenschiff im reinen Fachwerk-Stil. Dieses Seitenschiff wurde in der späteren Mitte des 20. Jahrhunderts abgebaut, da fortwährend kein Gutsherr mehr auf dem Rittergut einziehen würde und jenes Objekt als einsturzgefährdet angesehen wurde. In der Folge der Baumaßnahmen wurde eine Verschieferung des Fachwerks und Neubeschindelung des Gesamtbaues angefügt.

## Innenausstattung

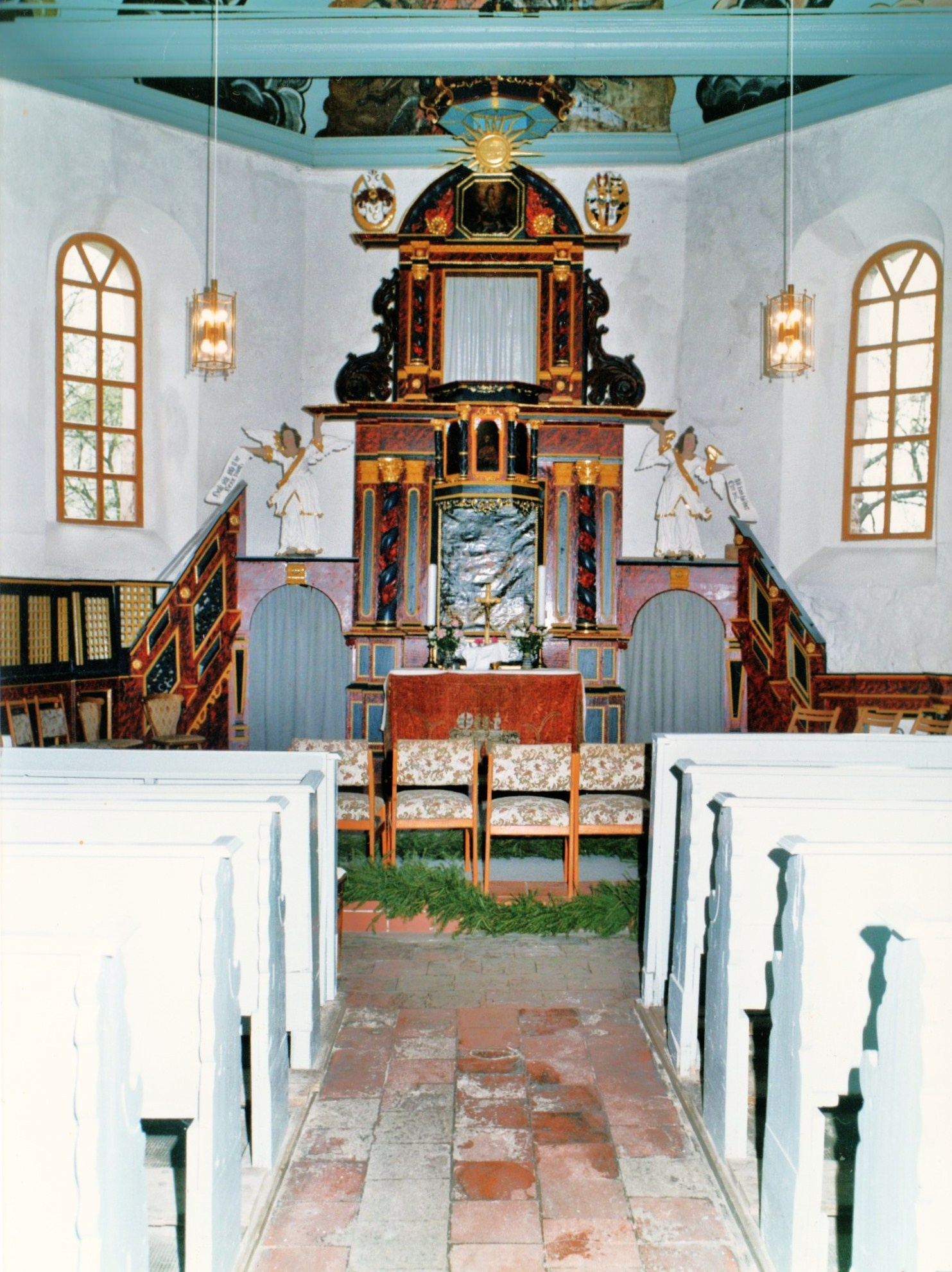
Ansicht des Altarraums St. Mariens, Stöckey um 2000

Im Inneren ist die Kirche im Barock ausgestattet. Ein Hochaltar dominiert den Raum, er zeigt einen Bildzyklus und integriert einen Beichtstuhl zur Seiten und eine Hochkanzel im Altarkopf. Ein Kreuzgang unterführt den Altarkorpus. Ein sehr alter Massivaltar aus Stein befindet sich vor der Altarfront. Zur Linken zeigt eine Grabplatte den Erbauer der Kirche. Dahinter sollen dessen Gebeine vermauert sein.
Im Altarraum befindet sich ein Ambo aus Holz, der mit Porträts der Evangelisten geschmückt ist. Der Ambo und Altar wurde mit einem Bordeauxrot bemalt und mittels Wischtechnik mit Weiß verschliert. Zu der Zeit, als der Altarraum noch in weißer Farbe ausgestaltet war, war der Ambo noch zentral in ein zaunähnliches Holzelement integriert, das nicht mehr existiert. Der Hinterbereich des Kirchenschiff ist mit einem Hochherrenstuhl bebaut. Darüber befindet sich eine Barock-Orgel, welche nicht mehr spielbar ist.

## Name der Kirche
Die Kirche berief sich auf eine zur Kirche ausgebauten Kapelle, die den Namen Sankt Gallus trug. Nach dem Ausbau zur heutigen Kirche verfiel der Name zu Gunsten derer vom Hagen. Sie setzten den Namen Sankt Marien ein, solang sie hier Regenten waren. Sie waren Katholiken und ihnen unterstand eine evangelische Gemeinde, daher die Betonung auf die Benennungsdauer. Nach ihrem Abzug um 1871 verwiesen sie auf die belegte Klausel. Fortan durfte der alte Name wieder verwendet werden, dies trat jedoch nicht ein, der etablierte Name wurde beibehalten.

## Die Glocken
Die Kirche zu Stöckey beherbergte einst zwei Glocken. Es war eine große Hauptglocke und eine außen angebrachte Schlagglocke. Im Jahre 1924 spendete der damals neu zugezogene Gutsbesitzer Gustav Holland eine weitere Glocke für die Kirche.
Während des Zweiten Weltkriegs verschwanden über Nacht zwei der Glocken. Eine von ihnen wurde als Metallspende zur Rüstungsproduktion eingeschmolzen. Die andere wurde nach dem Zweiten Weltkrieg in Hamburg am Hafen auf einem sogenannten Glockenfriedhof aufgefunden und nach Stöckey zurückgebracht.

## Friedhof
Einst umrahmte ein Friedhof die Marienkirche, dort gab es im Jahr 1834 Platzmangel. In der Folge wurde der Friedhof im selben Jahr verlegt, Pfarrer Friedrich Theodor Karl Abel weihte ihn am Ewigkeitssonntag an heutiger Stelle ein.
1876 wurde unter Pfarrer Friedrich Wilhelm Hermann der obere Teil des Friedhofes vergrößert. 1952 wurde die heutige Leichenhalle unter Pfarrer Friedrich Eduard Ernst Grollmus feierlich eingeweiht.

## Pfarrer
| Antrittsjahr | Abtrittsjahr | Pfarrer                                      | Bemerkung |
| ------------ | ------------ | -------------------------------------------- | --- |
| 1600         | 1623         | Johann Heinrich Herbst                       | † 18. August 1626 (Pestjahr) in Stöckey; auch Henricus Autumnus oder Hencius Antomnus; gegenwärtig leben noch ca. 70 Nachfahren seiner beiden ältesten Töchter in Stöckey                                                                                          |
| 1623         | 1624         | Michael Johann Madlung                       | Vakanz in Stöckey |
| 1625         | 1683         | Johannes Engel                               | |
| 1683         | 1683         | Johannes Woldershausen                       | Vakanz in Stöckey |
| 1683         | 1724         | Johann Georg Heintz                          | |
| 1724         | 1765         | Andreas Henning Ibe                          | |
| 1765         | 1808         | Huldreich Christof Hesse                     | |
| 1808         | 1822         | Christian Friedrich Obermann                 | Vater der in Stöckey geborenen Pfarrer Friedrich Carl sen. und Wilhelm Eduard Obermann sowie Großvater des Pfarrers Friedrich Carl Obermann jun. |
| 1822         | 1831         | August Julius Karl/Carl Stamm                | * 23. Mai 1791 in Hainrode; Bruder des Pfarrers Heinrich August Wilhelm Stamm |
| 1831         | 1836         | Friedrich Theodor Karl/Carl Abel             | * 12. August 1805 in Möckern; † 4. Dezember 1888; Sohn des Pfarrers August Theodor Abel und somit Bruder des Pfarrers Gottwald August Wilhelm Abel sowie Vater des Pfarrers August Theodor Adalbert Abel                                                           |
| 1836         | 1844         | Karl Eduard Ferdinand Lambrecht              | * 24. Mai 1806 in Berßel; auch Eduard Karl Ferdinand Lambrecht |
| 1844         | 1846         | Friedrich Ludwig Karl/Carl Eduard Wehrenberg | * 27. Januar 1812 in Schönebeck; † 1846 in Stöckey; auch Wahrenberg |
| 1846         | 1859         | Heinrich Adolf/Adolph Kegel                  | * 26. Mai 1813 in Gangloffsömmern |
| 1859         | 1863         | Dagobert Eduard Ferdinand Gaudig             | * 22. August 1830 in Halle; Superintendent in Bleicherode und Oschersleben; Vater des in Stöckey geborenen Reformpädagogen Friedrich Eduard Hugo Gaudig sowie von dessen Bruder Pfarrer Otto Emil Maximilian Gaudig                                                |
| 1864         | 1874         | Friedrich Andreas Albert Peine               | * 16. Juni 1835 in Quedlinburg; † 1. April 1891 in Magdeburg; Vater des Theologiekandidaten Karl Gustav Wilhelm Paul Peine |
| 1874         | 1877         | Friedrich Wilhelm Hermann                    | Vakanz in Stöckey; * 14. August 1840 in Friesdorf; jüngerer Bruder der Pfarrer Theodor Hermann Robert, Julius Carl Gebhardt und Heinrich Wilhelm Johannes Hermann                                                                                                  |
| 1877         | 1879         | Karl/Carl Louis Wilhelm Wiethan              | Vakanz in Stöckey; * 19. Dezember 1852 in Benneckenstein; Diakon in St. Stephani zu Aschersleben |
| 1879         | 1884         | Carl Wilhelm Gustav Schultze                 | * 21. November 1851 in Burg; Diakon zu Bleicherode, Superintendent zu Groß Salze und Rektor in Schönebeck |
| 1884         | 1886         | Hermann Steinecke                            | Vakanz in Stöckey; * 21. Oktober 1858 in Rehungen |
| 1886         | 1928         | Kurt Hermann Hoffmann                        | * 13. Mai 1860 in Heinrichs; † 1928 in Stöckey; Prädikant in Stöckey |
| 1929         | 1953         | Friedrich Eduard Ernst Grollmus              | * 8. Mai 1896 in Halle; † 24. Februar 1953 in Stöckey; sein Grab ist in Stöckey noch erhalten; wurde sehr durch seine Frau Katharina (geb. Enke) im Amt unterstützt, welche auch nach seinem Tod die Geschicke für die vakanten Pastoren entscheidend beeinflusste |
| 1953         | 1957         | Hermann Paul Fritz Führ                      | Vakanz in Stöckey; * 28. Februar 1904 in Halberstadt; † 21. Juli 1963 in Berlin; Mitglied der BK; Superintendent und Propst des Kirchenkreises Nordhausen; Generalsuperintendent in Berlin; Vizepräses der EKD-Synode                                              |
| 1957         | 1960         | Pastor Grüneisen                             | Vakanz in Stöckey |
| 1960         | 1961         | Robert Treutler                              | Vakanz in Stöckey zusammen mit Pastor Müller; * 5. April 1912 Komarno; † 3. Juli 2001 in Nordhausen; Heimatforscher und Mitglied der BK; Sohn des Pfarrers Oskar Treutler; Superintendent in St. Maria in Nordhausen                                               |
| 1961         | 1964         | Rudolph Glatz                                | Vakanz in Stöckey |
| 1964         | 1967         | Pastor Abel                                  | Vakanz in Stöckey |
| 1967         | 1995         | Johann Nehez                                 | |
| 1995         | 1997         | Martin Land                                  | Vakanz in Stöckey; * 21. November 1960 in Halle; † 15. Dezember 2012 in Haldensleben |
| 1997         | 2000         | Markus Wegner                                | Vakanz in Stöckey |
| 2000         | 2019         | Ralph Schwerdtfeger                          | |
| 2020         | 2022         | Thomas Reim                                  | Vakanz in Stöckey |
| 2022         | 2023         | Marina Mönnich                               | Vakanz in Stöckey; * 1961 in Wulften |
| 2023         | …            | Thomas Reim                                  | Vakanz in Stöckey |

Zwischen 1579 und 1588 – gesichert ist die Angabe vor 1. Mai 1587 – verstarb der Mitstreiter Luthers und Vertraute von Justus Jonas Anton Otto (auch Ant[h]onius Ot[t]ho) als amtierender Pastor in Stöckey. Zuvor hatte der Theologe nach seiner Dienstentlassung in Nordhausen das Amt des Hauspredigers bei der Familie derer vom Hagen auf der Wasserburg zu Deuna inne, von wo aus er zeitnah ins Dorf kam.
Ebenso verstarben im Dienst die Pastoren Johannes Heinrich Herbst (Henricus Autumnus, ?–1623), Friedrich Ludwig Carl Eduard Wehrenberg (1812–1846), Kurt Hermann Hoffmann (1860–1928) und Friedrich Eduard Ernst Grollmus (1896–1953) in Stöckey.

## Förderung der Sanierung
Die Stiftung zur Bewahrung kirchlicher Baudenkmäler in Deutschland (Stiftung KiBa) unterstützte die Sanierung dieser Kirche:
- 2022: komplexe Instandsetzung am Kirchenschiffdach, gefördert mit 10.000 Euro
- 2023: komplexe Instandsetzung des Kirchenschiffdaches gefördert mit 20.000 Euro (Drittmittelförderung 10.000 Euro mdr-Sendung)
- 2024: komplexe Dachinstandsetzung, gefördert mit 20.000 Euro (Drittmittelförderung 10.000 Euro Dr. Hans und Marianne Raue-Stiftung)[2]